# Héctor Islas Mendoza
Héctor Islas Mendoza (* 8. September 1967 in Mexiko-Stadt) ist ein ehemaliger mexikanischer Fußballspieler, der vorwiegend im Mittelfeld agierte und nach seiner aktiven Laufbahn im Trainerstab diverser Vereine tätig war.

## Laufbahn

### Spieler
Islas begann seine Profikarriere bei seinem Heimatverein Club América und gehörte gleich in seinen ersten beiden Spielzeiten 1983/84 und 1984/85 zum Kader der Meistermannschaft, die zweimal in Folge die mexikanische Fußballmeisterschaft gewann.
Weil Islas sich bei América nicht durchsetzen konnte und in den beiden Spielzeiten lediglich zu drei Punktspieleinsätzen gekommen war, wurde er an das im Sommer 1985 neu kreierte Farmteam Cobras Querétaro übertragen, bei dem er wesentlich häufiger eingesetzt wurde als beim Hauptverein. Nach Umzug dieses Vereins in die Grenzstadt Ciudad Juárez mit der neuen Bezeichnung Cobras Ciudad Juárez wurde er schnell zum Stammspieler und war der einzige der bedeutenderen Spieler der Cobras, der in allen fünf Erstligaspielzeiten des Vereins bis zum Abstieg 1992 mitgewirkt hatte.
Nach dem Abstieg der Cobras wechselte Islas zum CD Cruz Azul und beendete seine Laufbahn zwischen 1996 und 1998 bei Monarcas Morelia.

### Trainer
Im Anschluss an seine Spielerlaufbahn begann Islas eine Trainertätigkeit und war seit 2004 im Trainerstab diverser Vereine beschäftigt. Aktuell (April 2016) steht er als Assistenztrainer beim Zweitligisten Atlético San Luis unter Vertrag.

## Erfolge
- Mexikanischer Meister: 1983/84 und 1984/85